# Lista de praças de Salvador

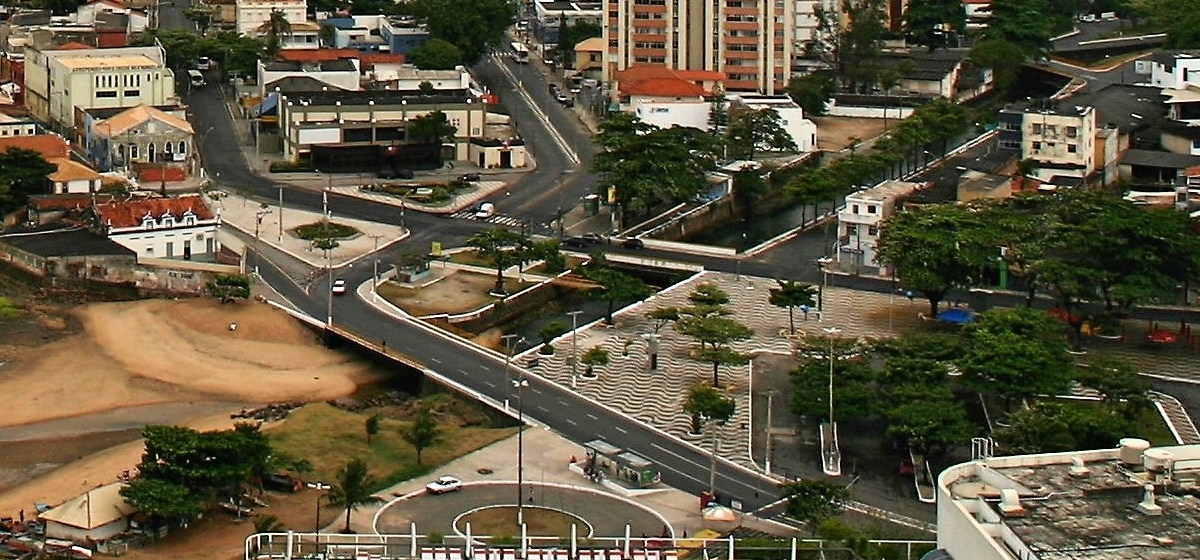
Trecho do bairro do Rio Vermelho onde se encontram a Praça Colombo e o Largo da Mariquita.

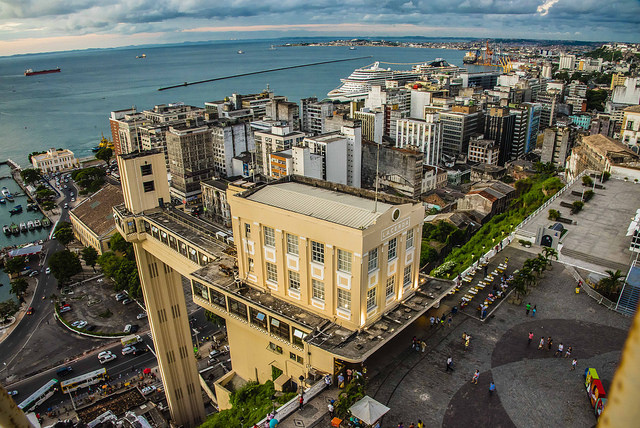
Vista aérea centrada no Elevador Lacerda, com a Praça Maria Felipa (anteriormente, Cairu) à esquerda e a Praça Municipal (Tomé de Souza) à direita.

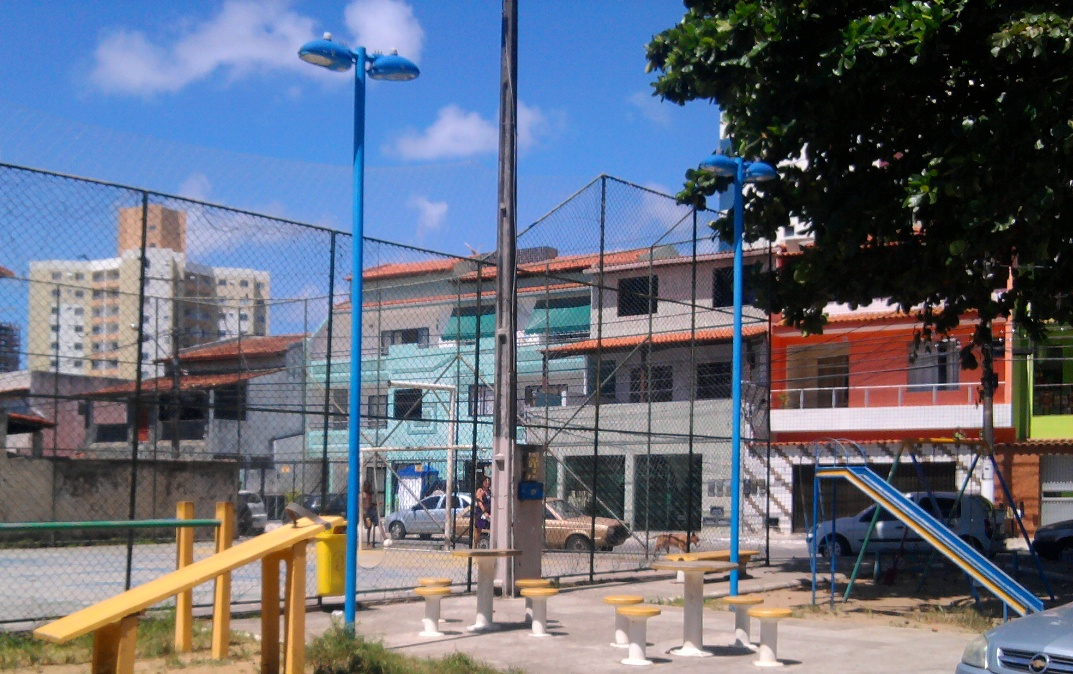
Praça com mobiliário urbano esportivo e infantil no bairro do Cabula

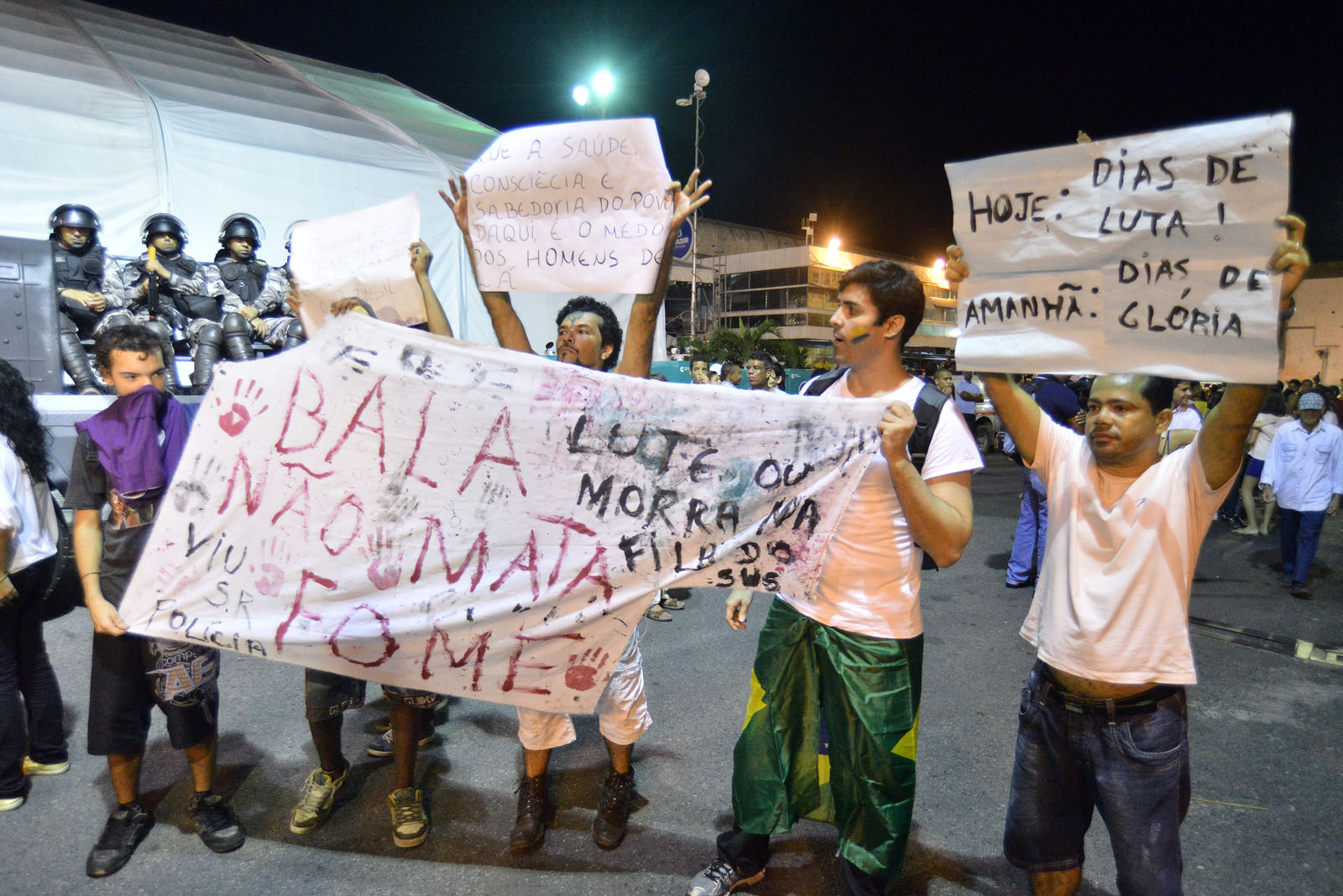
Manifestação no contexto das Jornadas de Junho, em 2013, na Praça Municipal

Esta é uma lista de praças de Salvador, município capital do estado brasileiro da Bahia. No passado, notadamente até a instalação de chafarizes para abastecimento público de água na década de 1850, as praças de Salvador eram espaços de festividades e procissões religiosas católicas, manifestações do poder local ou imperial como punições no pelourinho, execuções penais na forca e proclamas de novas leis, como também comércio de alimentos e serviços pela população negra.
Em tempos mais recentes, as praças são espaços abertos de lazer, encontro e convivência da população soteropolitana e, conforme o mobiliário urbano de que dispõem, são notadas como centros culturais importantes em Salvador. Nesse sentido, até início de 2010, a Fundação Gregório de Mattos (FGM), fundação governamental municipal responsável pela cultura de Salvador, chegou a manter uma lista de praças existentes em Salvador elaborada no contexto de um mapeamento cultural que incluiu associações de bairro, bibliotecas, entidades carnavalescas, grupos de capoeira, parques, teatros, dentre outros. Nesse mapeamento é possível contar 357 praças. Já de acordo com informações de 2018, são mais 600 praças espalhadas pelos bairros da cidade.
O mobiliário urbano das praças soteropolitanas é produzido em fábrica da Companhia de Desenvolvimento Urbano de Salvador (DESAL), autarquia municipal. E, no período 2013-2018, 245 praças receberam novos mobiliários a partir da execução de obras públicas nesses espaços. Além de atividades culturais já mencionadas, há praças com mobiliários que possibilitam atividades físicas, tal quais as quadras esportivas, aparelhos de ginástica, pistas de caminhada, ciclovias e espaços para ioga, patinação, skate e rodas de capoeira. Há ainda aquelas com brinquedos dos parques infantis e mesas para jogos. Nesse quesito, segundo informações da DESAL de 2017, a Praça ACM, no bairro de São Caetano, atraiu 700 crianças, em média, em horários de pico e nos fins de semana, conferindo a posição de "praça mais frequentada da capital baiana".
A história de Salvador, uma vez entendida a partir da fundação da cidade em 1549, começou com o estabelecimento de uma praça. Trata-se da Praça Tomé de Souza ou Praça Municipal, já chamada também de Praça da Parada e Praça do Palácio. Inicialmente seu entorno foi formado por edifícios da administração colonial portuguesa até a transferência da sede do Governo-Geral do Brasil de Salvador para o Rio de Janeiro em 1763. No período mais recente, em seu entorno estão o edifício da Câmara Municipal de Salvador, o Palácio Tomé de Sousa (sede da Prefeitura Municipal de Salvador), o nível superior do Elevador Lacerda e o Palácio Rio Branco (que já foi sede do governo estadual baiano e da primeira biblioteca pública brasileira). De forma semelhante, a parte mais famosa de Salvador é o Pelourinho, justamente o Largo do Pelourinho e seus arredores que conformam uma parte do Centro Histórico de Salvador, núcleo urbano inicial amuralhado.
Ainda em termos de história, destacam-se a Praça da Piedade (onde foram enforcados parte da liderança da Revolta dos Búzios), o Largo da Vitória ou Praça Rodrigues Lima (onde está a segunda igreja mais antiga do Brasil, a Igreja de Nossa Senhora da Vitória), a Praça Castro Alves (antigo Largo da Quitanda e depois Largo São João, em função do Teatro São João, o primeiro teatro público brasileiro, e local dos encontros de trios elétricos do Carnaval de Salvador). Em termos de área, a maior praça de Salvador está situada nos Barris e tem 37 mil metros quadrados. É a Praça Doutor João Mangabeira.(ou Largo dos Barris), para onde confluem as avenidas Vale do Tororó, Vale dos Barris, Presidente Costa e Silva, Vasco da Gama e Centenário. Por vezes também referida como a maior praça de Salvador, o Largo do Campo Grande tem 36 200 metros quadrados de extensão, já se chamou Campo de São Pedro e seu outro nome, Praça Dois de Julho, deve-se à importância do local no processo da Independência da Bahia e ao Monumento ao Dois de Julho, que está lá instalado desde 1895. No século XIX, o Terreiro de Jesus era a maior praça.

## Lista
| Imagem | Logradouro                           | Proximidades | Bairro                                                                                    | Coordenadas geográficas      | Identificador externo |
| ------ | ------------------------------------ | --- | ----------------------------------------------------------------------------------------- | ---------------------------- | --------------------- |
|        | Largo Dois de Julho                  | | Dois de Julho                                                                             | 12° 58′ 56″ S, 38° 31′ 08″ O | Google Maps           |
|        | Largo Pedro Arcanjo                  | Rua Gregório de Matos | Centro Histórico                                                                          | 12° 58′ 25″ S, 38° 30′ 30″ O | Google Maps           |
|        | Largo Quincas Berro D'água           | | Centro Histórico                                                                          | 12° 58′ 21″ S, 38° 30′ 40″ O | Google Maps           |
|        | Largo Tereza Batista                 | Rua Gregório de Matos | Centro Histórico                                                                          | 12° 58′ 24″ S, 38° 30′ 40″ O | Google Maps           |
|        | Largo da Baixa do Bonfim             | Avenida Dendezeiros do Bonfim | Bonfim                                                                                    | 12° 55′ 30″ S, 38° 30′ 27″ O | Google Maps           |
|        | Largo da Calçada                     | Avenida Engenheiro Oscar Pontes Avenida Jequitaia Largo dos Mares                                                                | Calçada                                                                                   | 12° 56′ 46″ S, 38° 30′ 10″ O | Google Maps           |
|        | Largo da Cruz do Pascoal             | Rua Direita de Santo Antônio Rua do Carmo                                                                                        | Santo Antônio                                                                             | 12° 58′ 03″ S, 38° 30′ 24″ O |                       |
|        | Largo da Lapinha                     | Corredor da Lapinha | Liberdade                                                                                 | 12° 57′ 19″ S, 38° 30′ 08″ O | Google Maps           |
|        | Largo da Mariquita                   | Avenida Juracy Magalhães Júnior Rua Odilon Santos Praça Colombo                                                                  | Rio Vermelho                                                                              | 13° 00′ 49″ S, 38° 29′ 19″ O | Google Maps           |
|        | Largo da Palma                       | | Nazaré                                                                                    | 12° 58′ 39″ S, 38° 30′ 40″ O | Google Maps           |
|        | Largo da Saúde                       | Ladeira da Saúde | Saúde                                                                                     | 12° 58′ 21″ S, 38° 30′ 30″ O | Google Maps           |
|        | Largo da Soledade                    | Ladeira da Soledade | Lapinha                                                                                   | 12° 57′ 28″ S, 38° 29′ 56″ O | Google Maps           |
|        | Largo das Baianas                    | Avenida Otávio Mangabeira | Amaralina                                                                                 | 13° 00′ 47″ S, 38° 28′ 15″ O | Google Maps           |
|        | Largo das Sete Portas                | Rua Djalma Dutra Rua Cônego Pereira Avenida Heitor Dias                                                                          |                                                                                           | 12° 58′ 10″ S, 38° 29′ 56″ O | Google Maps           |
|        | Largo de Pirajá                      | | Pirajá                                                                                    | 12° 54′ 06″ S, 38° 27′ 28″ O | Google Maps           |
|        | Largo de Roma                        | Avenida Luiz Tarquínio Avenida Dendezeiros do Bonfim Avenida Caminho de Areia Avenida Fernandes da Cunha                         | Roma                                                                                      | 12° 56′ 11″ S, 38° 30′ 22″ O | Google Maps           |
|        | Largo de Santana                     | Rua da Paciência Avenida Cardeal da Silva                                                                                        | Rio Vermelho                                                                              | 13° 00′ 40″ S, 38° 29′ 30″ O | Google Maps           |
|        | Largo de Santo Antônio Além do Carmo | Rua Direita de Santo Antônio | Santo Antônio                                                                             | 12° 57′ 48″ S, 38° 30′ 20″ O | Google Maps           |
|        | Largo de São Bento                   | Avenida Sete de Setembro | Conjunto Arquitetônico, Paisagístico e Urbanístico Centro Histórico da Cidade de Salvador | 12° 58′ 44″ S, 38° 30′ 52″ O | Google Maps           |
|        | Largo de São Lázaro                  | Rua Aristides Novis | Federação                                                                                 | 13° 00′ 28″ S, 38° 30′ 43″ O | Google Maps           |
|        | Largo de São Pedro                   | Avenida Sete de Setembro Rua Vinte e Um de Abril                                                                                 | Centro                                                                                    | 12° 58′ 52″ S, 38° 30′ 52″ O | Google Maps           |
|        | Largo do Bonfim                      | | Bonfim                                                                                    | 12° 55′ 26″ S, 38° 30′ 29″ O | Google Maps           |
|        | Largo do Campo Grande                | Avenida Sete de Setembro Avenida Reitor Miguel Calmon Avenida Leovigildo Filgueiras Rua Forte de São Pedro                       | Centro                                                                                    | 12° 59′ 21″ S, 38° 31′ 17″ O | Google Maps           |
|        | Largo do Campo da Pólvora            | Avenida Joana Angélica | Nazaré                                                                                    | 12° 58′ 45″ S, 38° 30′ 28″ O | Google Maps           |
|        | Largo do Carmo                       | Rua do Passo Rua do Carmo Ladeira do Carmo                                                                                       | Centro Histórico                                                                          | 12° 58′ 08″ S, 38° 30′ 27″ O | Google Maps           |
|        | Largo do Cruzeiro de São Francisco   | Terreiro de Jesus Rua Gregório de Matos                                                                                          | Centro Histórico                                                                          | 12° 58′ 26″ S, 38° 30′ 33″ O | Google Maps           |
|        | Largo do Farol da Barra              | Avenida Oceânica Avenida Sete de Setembro                                                                                        | Barra                                                                                     | 13° 00′ 34″ S, 38° 31′ 55″ O | Google Maps           |
|        | Largo do Pelourinho                  | Ladeira do Carmo Rua do Taboão Rua das Portas do Carmo                                                                           | Conjunto Arquitetônico, Paisagístico e Urbanístico Centro Histórico da Cidade de Salvador | 12° 58′ 18″ S, 38° 30′ 30″ O | Google Maps           |
|        | Largo do Retiro                      | Avenida General San Martin |                                                                                           | 12° 57′ 05″ S, 38° 28′ 41″ O | Google Maps           |
|        | Largo dos Aflitos                    | Rua Carlos Gomes |                                                                                           | 12° 59′ 04″ S, 38° 31′ 12″ O | Google Maps           |
|        | Largo dos Dois Leões                 | Rua Cônego Pereira Avenida Heitor Dias                                                                                           |                                                                                           | 12° 57′ 57″ S, 38° 29′ 42″ O | Google Maps           |
|        | Largo dos Mares                      | Avenida Fernandes da Cunha Largo da Calçada                                                                                      |                                                                                           | 12° 56′ 37″ S, 38° 30′ 11″ O | Google Maps           |
|        | Passeio Público                      | Rua Carlos Gomes Praça da Aclamação                                                                                              |                                                                                           | 12° 59′ 10″ S, 38° 31′ 18″ O | Google Maps           |
|        | Praça Ana Lúcia Magalhães            | | Pituba                                                                                    | 12° 59′ 41″ S, 38° 27′ 41″ O | Google Maps           |
|        | Praça Bahia Sol                      | Avenida Oceânica Avenida Milton Santos                                                                                           | Ondina                                                                                    | 13° 00′ 41″ S, 38° 30′ 28″ O | Google Maps           |
|        | Praça Carneiro Ribeiro               | Avenida Joana Angélica |                                                                                           | 12° 58′ 52″ S, 38° 30′ 42″ O | Google Maps           |
|        | Praça Castro Alves                   | Avenida Sete de Setembro Ladeira da Barroquinha Ladeira da Montanha Rua Chile Rua Carlos Gomes                                   |                                                                                           | 12° 58′ 37″ S, 38° 30′ 53″ O | Google Maps           |
|        | Praça Colombo                        | Largo da Mariquita | Rio Vermelho                                                                              | 13° 00′ 49″ S, 38° 29′ 22″ O | Google Maps           |
|        | Praça Conde dos Arcos                | | Comércio                                                                                  | 12° 58′ 13″ S, 38° 30′ 38″ O | Google Maps           |
|        | Praça Conselheiro Almeida Couto      | |                                                                                           | 12° 58′ 23″ S, 38° 30′ 09″ O | Google Maps           |
|        | Praça Doutor João Mangabeira         | Avenida Centenário Avenida Vale dos Barris Avenida Presidente Costa e Silva Avenida Vale do Tororó                               | Barris                                                                                    | 12° 59′ 20″ S, 38° 30′ 42″ O | Google Maps           |
|        | Praça Duque de Caxias                | Rua da Mouraria | Nazaré                                                                                    | 12° 58′ 44″ S, 38° 30′ 38″ O | Google Maps           |
|        | Praça Jardim das Rosas               | Avenida Vasco da Gama | Nazaré                                                                                    | 12° 59′ 00″ S, 38° 30′ 33″ O | Google Maps           |
|        | Praça Marechal Deodoro               | Rua Miguel Calmon Avenida Jequitaia                                                                                              | Comércio                                                                                  | 12° 58′ 08″ S, 38° 30′ 33″ O | Google Maps           |
|        | Praça Maria Felipa                   | Avenida da França Avenida Lafaiete Coutinho Rua da Conceição da Praia                                                            | Comércio                                                                                  | 12° 58′ 24″ S, 38° 30′ 49″ O | Google Maps           |
|        | Praça Monte Serrat                   | | Monte Serrat                                                                              | 12° 55′ 43″ S, 38° 31′ 09″ O | Google Maps           |
|        | Praça Nossa Senhora da Luz           | Avenida Otávio Mangabeira Avenida Manuel Dias da Silva                                                                           | Pituba                                                                                    | 13° 00′ 18″ S, 38° 28′ 27″ O | Google Maps           |
|        | Praça Osório Villas Boas             | Avenida Otávio Mangabeira | Boca do Rio                                                                               | 12° 58′ 41″ S, 38° 25′ 26″ O | Google Maps           |
|        | Praça Ramos de Queiroz               | Praça da Sé | Centro Histórico                                                                          | 12° 58′ 21″ S, 38° 30′ 39″ O | Google Maps           |
|        | Praça Riachuelo                      | Rua Miguel Calmon Avenida Jequitaia                                                                                              | Comércio                                                                                  | 12° 58′ 12″ S, 38° 30′ 47″ O | Google Maps           |
|        | Praça Tomé de Souza                  | Rua Chile Rua da Misericórdia Ladeira da Praça                                                                                   | Conjunto Arquitetônico, Paisagístico e Urbanístico Centro Histórico da Cidade de Salvador | 12° 58′ 28″ S, 38° 30′ 46″ O | Google Maps           |
|        | Praça Wilson Lins                    | Avenida Otávio Mangabeira | Pituba                                                                                    | 13° 00′ 22″ S, 38° 27′ 20″ O | Google Maps           |
|        | Praça da Aclamação                   | Avenida Sete de Setembro Passeio Público Rua Carlos Gomes                                                                        | Centro                                                                                    | 12° 59′ 11″ S, 38° 31′ 13″ O | Google Maps           |
|        | Praça da Barroquinha                 | Avenida José Joaquim Seabra Ladeira da Barroquinha                                                                               | Centro Histórico                                                                          | 12° 58′ 43″ S, 38° 30′ 53″ O | Google Maps           |
|        | Praça da Bíblia                      | Avenida General Graça Lessa | Engenho Velho de Brotas                                                                   | 12° 59′ 21″ S, 38° 29′ 57″ O | Google Maps           |
|        | Praça da Inglaterra                  | Avenida da França Rua Miguel Calmon Avenida Estados Unidos                                                                       | Comércio                                                                                  | 12° 58′ 17″ S, 38° 30′ 46″ O | Google Maps           |
|        | Praça da Piedade                     | Avenida Sete de Setembro Avenida Joana Angélica Rua Portão da Piedade Rua Direita da Piedade                                     | Centro                                                                                    | 12° 58′ 59″ S, 38° 30′ 54″ O | Google Maps           |
|        | Praça da Sé                          | Terreiro de Jesus Rua do Bispo Praça Ramos de Queiroz Rua da Misericórdia                                                        | Centro Histórico                                                                          | 12° 58′ 24″ S, 38° 30′ 39″ O | Google Maps           |
|        | Praça das Artes                      | Avenida José Joaquim Seabra Rua Gregório de Matos Ladeira do Ferrão                                                              | Centro Histórico                                                                          | 12° 58′ 23″ S, 38° 30′ 29″ O | Google Maps           |
|        | Praça dos Veteranos                  | Avenida José Joaquim Seabra Ladeira da Praça                                                                                     | Nazaré                                                                                    | 12° 58′ 34″ S, 38° 30′ 38″ O | Google Maps           |
|        | Terreiro de Jesus                    | Praça da Sé Rua das Laranjeiras Largo do Cruzeiro de São Francisco Rua Saldanha da Gama Rua das Portas do Carmo Rua João de Deus | Centro Histórico                                                                          | 12° 58′ 23″ S, 38° 30′ 36″ O | Google Maps           |

∑ 61 items.